# Calendrier de la saison de cyclo-cross féminine 2015-2016
Navigation
2014-2015 2016-2017
Le calendrier de la saison de cyclo-cross féminine 2015-2016 regroupe des courses de cyclo-cross débutant le 30 août 2015 et finissant le 21 février 2016. Les épreuves individuelles sont classées en quatre catégories. La plus haute catégorie regroupe les épreuves de la coupe du monde (CDM), qui donne lieu à un classement. Derrière elles, on retrouve les courses de catégorie C1 et C2, qui attribuent des points pour le classement mondial, ensuite les courses réservées aux moins de 23 ans, appelés également espoirs (catégorie CU). On retrouve également les championnats nationaux (CN) qui sont organisés dans une vingtaine de pays.

## Classements UCI
| #  | Coureuse            | Pays            | Pts  |
| -- | ------------------- | --------------- | ---- |
| 1  | Sanne Cant          | Belgique        | 2162 |
| 2  | Caroline Mani       | France          | 1540 |
| 3  | Nikki Brammeier     | Grande-Bretagne | 1535 |
| 4  | Eva Lechner         | Italie          | 1520 |
| 5  | Pavla Havlíková     | Tchéquie        | 1430 |
| 6  | Katherine Compton   | États-Unis      | 1408 |
| 7  | Ellen Van Loy       | Belgique        | 1363 |
| 8  | Sophie de Boer      | Pays-Bas        | 1285 |
| 9  | Helen Wyman         | Grande-Bretagne | 1248 |
| 10 | Kaitlin Antonneau   | États-Unis      | 1190 |
| 11 | Thalita de Jong     | Pays-Bas        | 1181 |
| 12 | Jolien Verschueren  | Belgique        | 1101 |
| 13 | Maud Kaptheijns     | Pays-Bas        | 806  |
| 14 | Sanne Van Paassen   | Pays-Bas        | 800  |
| 15 | Amanda Miller       | États-Unis      | 786  |
| 16 | Loes Sels           | Belgique        | 774  |
| 17 | Alice Maria Arzuffi | Italie          | 768  |
| 18 | Crystal Anthony     | États-Unis      | 685  |
| 19 | Christine Majerus   | Luxembourg      | 666  |
| 20 | Ellen Noble         | États-Unis      | 662  |

| #  | Nation          | Pts  |
| -- | --------------- | ---- |
| 1  | Belgique        | 4626 |
| 2  | États-Unis      | 3377 |
| 3  | Pays-Bas        | 3257 |
| 4  | Grande-Bretagne | 3182 |
| 5  | Italie          | 2801 |
| 6  | Tchéquie        | 2619 |
| 7  | France          | 2323 |
| 8  | Espagne         | 1115 |
| 9  | Allemagne       | 986  |
| 10 | Suisse          | 917  |
| 11 | Luxembourg      | 874  |
| 12 | Canada          | 761  |
| 13 | Autriche        | 705  |
| 14 | Suède           | 606  |
| 15 | Slovaquie       | 523  |
| 16 | Japon           | 417  |
| 17 | Australie       | 415  |
| 18 | Pologne         | 403  |
| 19 | Danemark        | 368  |
| 20 | Norvège         | 270  |

| #  | Nation          | Pts  |
| -- | --------------- | ---- |
| 1  | Italie          | 1404 |
| 2  | Pays-Bas        | 1153 |
| 3  | États-Unis      | 1148 |
| 4  | Grande-Bretagne | 1049 |
| 5  | Belgique        | 1023 |
| 6  | Tchéquie        | 927  |
| 7  | Suisse          | 617  |
| 8  | Autriche        | 595  |
| 9  | France          | 292  |
| 10 | Allemagne       | 260  |
| 11 | Espagne         | 249  |
| 12 | Estonie         | 190  |
| 13 | Pologne         | 160  |
| 14 | Croatie         | 160  |
| 15 | Portugal        | 160  |
| 16 | Japon           | 144  |
| 17 | Suède           | 140  |
| 18 | Norvège         | 110  |
| 19 | Danemark        | 105  |
| 20 | Canada          | 95   |

## Calendrier

### Août
| Date | Course                                                  | Classe | Vainqueur            | Équipe |
| ---- | ------------------------------------------------------- | ------ | -------------------- | ------ |
| 30   | QianSen Trophy Cyclocross #1 - Yanqing Station, Beijing | C1     | Katrina Jaunslaviete |        |

### Septembre
| Date | Course                                                    | Classe | Vainqueur         | Équipe                      |
| ---- | --------------------------------------------------------- | ------ | ----------------- | --------------------------- |
| 2    | QianSen Trophy Cyclocross #2 - Qiongzhong Station, Hainan | C1     | Åsa Erlandsson    |                             |
| 5    | Ellison Park CX Festival #1, Rochester                    | C1     | Kaitlin Antonneau |                             |
| 6    | Ellison Park CX Festival #2, Rochester                    | C2     | Meredith Miller   |                             |
| 12   | Nittany Lion Cross #1, Breinigsville                      | C2     | Amanda Miller     | Boulder Cycle Sport/YogaGlo |
| 13   | Nittany Lion Cross #2, Breinigsville                      | C2     | Amanda Miller     | Boulder Cycle Sport/YogaGlo |
| 13   | EKZ CrossTour #1, Baden                                   | C1     | Eva Lechner       |                             |
| 16   | Coupe du monde de cyclo-cross #1, Las Vegas               | CDM    | Kateřina Nash     | Luna Pro Team               |
| 26   | SOUDAL Classics - GP Neerpelt, Neerpelt                   | C2     | Sanne van Paassen |                             |
| 26   | GP of Gloucester #1, Gloucester                           | C2     | Caroline Mani     | Raleigh-Clement             |
| 27   | Radcross Illnau, Illnau-Effretikon                        | C2     | Hanka Kupfernagel |                             |
| 27   | GP of Gloucester #2, Gloucester                           | C2     | Katherine Compton | Trek Factory Racing         |
| 28   | Toi Toi Cup #1, Slaný                                     | C1     | Pavla Havlíková   |                             |

### Octobre
| Date | Course                                           | Classe | Vainqueur            | Équipe              |
| ---- | ------------------------------------------------ | ------ | -------------------- | ------------------- |
| 3    | Toi Toi Cup #2, Hlinsko                          | C2     | Pavla Havlíková      |                     |
| 3    | KMC Cyclo-Cross Festival #1, Providence          | C1     | Katerina Nash        | Luna Pro Team       |
| 4    | Kronborg UCI Cyclocross Event, Helsingor         | C2     | Asa Maria Erlandsson |                     |
| 4    | EKZ CrossTour #2, Dielsdorf                      | C1     | Pavla Havlíková      |                     |
| 4    | Superprestige #1, Gieten                         | C1     | Sanne Cant           | Enertherm-BKCP      |
| 4    | KMC Cyclo-Cross Festival #2, Providence          | C2     | Katerina Nash        | Luna Pro Team       |
| 10   | Toi Toi Cup #3, Milovice                         | C2     | Nikola Nosková       |                     |
| 10   | Trek CXC Cup #1, Waterloo                        | C1     | Kaitlin Antonneau    |                     |
| 10   | Charm City Cross #1, Baltimore                   | C2     | Emma White           |                     |
| 11   | Coupe de France de cyclo-cross #1, Albi          | C1     | Hélène Clauzel       |                     |
| 11   | Trek CXC Cup #2, Waterloo                        | C2     | Crystal Anthony      |                     |
| 11   | Charm City Cross #2, Baltimore                   | C2     | Emma White           |                     |
| 11   | GP-5-Sterne-Region, Beromünster                  | C2     | Alice Maria Arzuffi  |                     |
| 11   | National Trophy Series #1, Southampton           | C2     | Hannah Payton        |                     |
| 11   | Trophée Banque Bpost #1, Ronse                   | C1     | Pavla Havlíková      |                     |
| 15   | Kermiscross, Ardooie                             | C2     | Thalita de Jong      | Rabo Liv Women      |
| 17   | HPCX #1, Jamesburg                               | C2     | Cassandra Maximenko  |                     |
| 17   | US Open of Cyclocross #1, Boulder City           | C2     | Caroline Mani        | Raleigh-Clement     |
| 18   | HPCX #2, Jamesburg                               | C2     | Cassandra Maximenko  |                     |
| 18   | US Open of Cyclocross #2, Boulder City           | C2     | Georgia Gould        |                     |
| 18   | Coupe du monde de cyclo-cross #2, Valkenburg     | CDM    | Eva Lechner          | Italie              |
| 20   | Kiremko Nacht van Woerden, Woerden               | C2     | Pavla Havlíková      |                     |
| 24   | DCCX #1, Washington DC                           | C2     | Cassandra Maximenko  |                     |
| 25   | XXIII Cyclo-cross de Karrantza, Karrantza        | C2     | Lucía González       |                     |
| 25   | 54. Internationales Radquer Steinmaur, Steinmaur | C2     | Hanka Kupfernagel    |                     |
| 25   | Giro d'Italia Cross #1, Fiuggi                   | C2     | Alice Maria Arzuffi  |                     |
| 25   | Manitoba Grand Prix of Cyclocross, Winnipeg      | C2     | Maghalie Rochette    |                     |
| 25   | Stockholm Cyclo Cross, Stockholm                 | C2     | Jenny Rissveds       |                     |
| 25   | National Trophy Series #2, Derby                 | C2     | Hannah Payton        |                     |
| 25   | Grand-Prix de la Commune de Contern, Contern     | C2     | Thalita de Jong      | Rabo Liv Women      |
| 25   | Superprestige #2, Zonhoven                       | C1     | Sanne Cant           | Enertherm-BKCP      |
| 25   | DCCX #2, Washington DC                           | C2     | Cassandra Maximenko  |                     |
| 28   | Toi Toi Cup #4, Tábor                            | C1     | Pavla Havlíková      |                     |
| 31   | Toi Toi Cup #5, Louny                            | C2     | Jana Czeczinkarová   |                     |
| 31   | Niels Albert CX, Boom                            | C2     | Ellen Van Loy        |                     |
| 31   | Cincy3 - Kings CX After Dark , Mason             | C1     | Katherine Compton    | Trek Factory Racing |

### Novembre
| Date | Course                                                     | Classe | Vainqueur            | Équipe              |
| ---- | ---------------------------------------------------------- | ------ | -------------------- | ------------------- |
| 1    | TOHOKU CX Project Inawashiro Round, Inawashiro             | C2     | Eri Yonamine         |                     |
| 1    | Championnats panaméricains de cyclo-cross, Covington       | CC     | Katherine Compton    | États-Unis          |
| 1    | Giro d'Italia Cross #2, Livorno                            | C2     | Chiara Teocchi       |                     |
| 1    | EKZ CrossTour #3, Hittnau                                  | C1     | Pavla Havlíková      |                     |
| 1    | Trophée Banque Bpost #2, Oudenaarde                        | C1     | Jolien Verschueren   |                     |
| 1    | Cyclo-cross international de Marle, Marle                  | C2     | Joyce Vanderbeken    |                     |
| 7    | Championnats d'Europe de cyclo-cross, Huijbergen           | CC     | Sanne Cant           | Belgique            |
| 7    | The Derby City Cup #1, Louisville                          | C1     | Katherine Compton    | Trek Factory Racing |
| 7    | The Cycle-Smart International #1, Northampton              | C2     | Ellen Noble          |                     |
| 8    | The Derby City Cup #2, Louisville                          | C2     | Katherine Compton    | Trek Factory Racing |
| 8    | National Trophy Series #3, Durham                          | C2     | Bethany Crumpton     |                     |
| 8    | GGEW City Cross Cup, Lorsch                                | C2     | Pavla Havlíková      |                     |
| 8    | Superprestige #3, Ruddervoorde                             | C1     | Sanne Cant           | Enertherm-BKCP      |
| 8    | The Cycle-Smart International #2, Northampton              | C2     | Emma White           |                     |
| 11   | SOUDAL Classics - Jaarmarktcross Niel, Niel                | C2     | Sanne Cant           | Enertherm-BKCP      |
| 14   | Toi Toi Cup #6, Hole Vrchy                                 | C2     | Nikola Nosková       |                     |
| 14   | The Subaru Cyclo Cup #1, Lakewood                          | C2     | Kateřina Nash        | Luna Pro Team       |
| 15   | Flückiger Cross Madiswil, Madiswil                         | C2     | Jolanda Neff         |                     |
| 15   | Superprestige #4, Gavere                                   | C1     | Sanne Cant           | Enertherm-BKCP      |
| 15   | Int. Radquerfeldein GP Lambach/Stadl-Paura, Stadl-Paura    | C2     | Nadja Heigl          |                     |
| 15   | Coupe de France de cyclo-cross #2, Quelneuc                | C1     | Maëlle Grossetête    |                     |
| 15   | Ciclocross Città di Schio, Schio                           | C2     | Alice Maria Arzuffi  |                     |
| 15   | The Subaru Cyclo Cup #2, Lakewood                          | C2     | Kateřina Nash        | Luna Pro Team       |
| 15   | Gran Premi del Valles, Les Franqueses del Vallès           | C2     | Aida Nuño            |                     |
| 17   | Toi Toi Cup #7, Uničov                                     | C2     | Pavla Havlíková      |                     |
| 21   | SOUDAL Classics - GP d'Hasselt, Hasselt                    | C1     | Sanne Cant           | Enertherm-BKCP      |
| 21   | CXLA Weekend #1, Los Angeles                               | C2     | Kateřina Nash        | Luna Pro Team       |
| 21   | Cyclo-cross International de Pierric, Pierric              | C2     | Joyce Vanderbeken    |                     |
| 21   | Supercross Cup #1, Stony Point                             | C2     | Crystal Anthony      |                     |
| 22   | Coupe du monde de cyclo-cross #3, Coxyde                   | CDM    | Sanne Cant           | Belgique            |
| 22   | Supercross Cup #2, Stony Point                             | C2     | Crystal Anthony      |                     |
| 22   | CXLA Weekend #2, Los Angeles                               | C2     | Kateřina Nash        | Luna Pro Team       |
| 22   | Val d'Ille Intermarché Cyclo-cross Tour, La Mézière        | C2     | Joyce Vanderbeken    |                     |
| 22   | KANSAI Cyclo Cross MAKINO Round, Takashima                 | C2     | Eri Yonamine         |                     |
| 28   | Rapha Nobeyama Supercross #1, Minamimaki                   | C2     | Lisa Jacobs          |                     |
| 29   | Trophée Banque Bpost #3, Hamme                             | C1     | Helen Wyman          | Kona Factory Team   |
| 29   | Rapha Nobeyama Supercross #2, Minamimaki                   | C2     | Lisa Jacobs          |                     |
| 29   | International Cyclocross Selle SMP, Brugherio              | C2     | Chiara Teocchi       |                     |
| 29   | Tage des Querfeldeinsports (Day of Cyclocross), Ternitz    | C2     | Janka Keseg Števková |                     |
| 29   | XXII Przełajowy Wyscig Kolarski " BRYKSY CROSS", Gosciecin | C2     | Olga Wasiuk          |                     |

### Décembre
| Date | Course                                                | Classe | Vainqueur           | Équipe            |
| ---- | ----------------------------------------------------- | ------ | ------------------- | ----------------- |
| 4    | Jingle Cross #1, Iowa City                            | C2     | Caroline Mani       | Raleigh-Clement   |
| 5    | Trophée Banque Bpost #4, Essen                        | C1     | Sanne Cant          | Enertherm-BKCP    |
| 5    | Jingle Cross #2, Iowa City                            | C1     | Kateřina Nash       | Luna Pro Team     |
| 5    | Ruts N Guts #1, Broken Arrow                          | C2     | Amanda Nauman       |                   |
| 5    | Verge NECXS #5, Warwick                               | C2     | Ellen Noble         |                   |
| 5    | GGEW Grand Prix, Bensheim                             | C2     | Jessica Lambracht   |                   |
| 6    | Vlaamse Druivencross, Overijse                        | C2     | Jolien Verschueren  |                   |
| 6    | Ruts N Guts #2, Broken Arrow                          | C2     | Amanda Nauman       |                   |
| 6    | Cyclocross International Sion-Valais, Sion            | C2     | Lise-Marie Henzelin |                   |
| 6    | Verge NECXS #6, Warwick                               | C2     | Emma White          |                   |
| 6    | Jingle Cross #3, Iowa City                            | C1     | Kateřina Nash       | Luna Pro Team     |
| 6    | Giro d'Italia Cross #3, Asolo                         | C2     | Eva Lechner         |                   |
| 8    | Ciclocross del Ponte, Trévise                         | C2     | Chiara Teocchi      |                   |
| 12   | Toi Toi Cup #8, Mladá Boleslav                        | C2     | Pavla Havlíková     |                   |
| 12   | Zilvermeercross, Mol                                  | C2     | Jolien Verschueren  |                   |
| 12   | Resolution 'Cross Cup #1, Dallas                      | C2     | Courtenay McFadden  |                   |
| 12   | North Carolina Grand Prix - Race #1, Hendersonville   | C2     | Crystal Anthony     |                   |
| 13   | Giro d'Italia Cross #4, Montalto di Castro            | C2     | Chiara Teocchi      |                   |
| 13   | National Trophy Series #5, Bradford                   | C2     | Evie Richards       |                   |
| 13   | Superprestige #5, Spa-Francorchamps                   | C1     | Helen Wyman         | Kona Factory Team |
| 13   | EKZ CrossTour #4, Eschenbach                          | C1     | Pavla Havlíková     |                   |
| 13   | North Carolina Grand Prix - Race #2, Hendersonville   | C2     | Crystal Anthony     |                   |
| 13   | Cyclo-Cross Internacional Ciudad de Valencia, Valence | C2     | Aida Nuño           |                   |
| 13   | Resolution 'Cross Cup #2, Dallas                      | C2     | Amanda Nauman       |                   |
| 19   | Trophée Banque Bpost #5, Anvers                       | C1     | Sanne Cant          | Enertherm-BKCP    |
| 19   | Highlander 'Cross Cup #1, Waco                        | C2     | Amanda Nauman       |                   |
| 20   | Coupe du monde de cyclo-cross #4, Namur               | CDM    | Nikki Harris        | Grande-Bretagne   |
| 20   | Highlander 'Cross Cup #2, Waco                        | C2     | Amanda Nauman       |                   |
| 26   | Crossrace GP Lucerne, Pfaffnau                        | C2     | Sabine Spitz        |                   |
| 26   | Grand-Prix GEBA, Differdange                          | C2     | annulé              |                   |
| 26   | Coupe du monde de cyclo-cross #5, Heusden-Zolder      | CDM    | Sanne Cant          | Belgique          |
| 27   | Superprestige #6, Diegem                              | C1     | Ellen Van Loy       |                   |
| 29   | Trophée Banque Bpost #6, Loenhout                     | C1     | Sanne Cant          | Enertherm-BKCP    |
| 30   | Coupe de France de cyclo-cross #3, Flamanville        | C1     | Caroline Mani       | Raleigh-Clement   |
| 30   | Versluys Cyclocross, Bredene                          | C2     | Thalita de Jong     | Rabo Liv Women    |

### Janvier
| Date | Course                                                         | Classe | Vainqueur            | Équipe                      |
| ---- | -------------------------------------------------------------- | ------ | -------------------- | --------------------------- |
| 1    | Trophée Banque Bpost #7, Baal                                  | C1     | Sanne Cant           | Enertherm-BKCP              |
| 2    | EKZ CrossTour #5, Meilen                                       | C1     | Eva Lechner          |                             |
| 2    | Internationale Centrumcross van Surhuisterveen, Surhuisterveen | C2     | Anna van der Breggen | Rabo Liv Women              |
| 2    | Kingsport Cyclo-cross Cup, Kingsport                           | C2     | Amanda Miller        | Boulder Cycle Sport/YogaGlo |
| 3    | SOUDAL Classics - Cyclocross Leuven, Louvain                   | C1     | Sophie de Boer       |                             |
| 6    | Giro d'Italia Cross #5, Rome                                   | C2     | Alice Maria Arzuffi  |                             |
| 6    | Challenge Cyclo-cross race powered by Centurion, Albstadt      | C2     | Stefanie Paul        |                             |
| 11   | Cyclocross Otegem, Otegem                                      | C2     | Jolien Verschueren   |                             |
| 16   | Kasteelcross Zonnebeke, Zonnebeke                              | C2     | Jolien Verschueren   |                             |
| 17   | Coupe du monde de cyclo-cross #6, Lignières-en-Berry           | CDM    | Sanne Cant           | Belgique                    |
| 17   | Grand Prix Möbel Alvisse, Leudelange                           | C2     | Inge van der Heijden |                             |
| 23   | International Cyclocross Rucphen, Rucphen                      | C2     | Helen Wyman          | Kona Factory Team           |
| 24   | Cyclo-cross du Mingant, Lanarvily                              | C2     | Maëva Calvez         |                             |
| 24   | Coupe du monde de cyclo-cross #7, Hoogerheide                  | CDM    | Sophie de Boer       |                             |
| 31   | Championnats du monde de cyclo-cross espoirs, Heusden-Zolder   | CM     | Evie Richards        | Grande-Bretagne             |
| 31   | Championnats du monde de cyclo-cross, Heusden-Zolder           | CM     | Thalita de Jong      | Pays-Bas                    |

### Février
| Date | Course                                                     | Classe | Vainqueur       | Équipe         |
| ---- | ---------------------------------------------------------- | ------ | --------------- | -------------- |
| 3    | Parkcross Maldegem, Maldegem                               | C2     | Sanne Cant      | Enertherm-BKCP |
| 6    | Trophée Banque Bpost #8, Saint-Nicolas                     | C1     | Thalita de Jong | Rabo Liv Women |
| 7    | Superprestige #7, Hoogstraten                              | C1     | Sanne Cant      | Enertherm-BKCP |
| 13   | Superprestige #8, Middelkerke                              | C1     | Sanne Cant      | Enertherm-BKCP |
| 14   | G.P. Stad Eeklo, Eeklo                                     | C2     | Sanne Cant      | Enertherm-BKCP |
| 14   | Boels Classic / Internationale Cyclocross Heerlen, Heerlen | C1     | annulé          |                |
| 21   | Internationale Sluitingsprijs, Oostmalle                   | C1     | Sanne Cant      | Enertherm-BKCP |

## Championnats nationaux (CN)
Résultats
| Nation             | Date             | Élites               | Moins de 23 ans     |
| ------------------ | ---------------- | -------------------- | ------------------- |
| Allemagne          | 10 janvier 2016  | Elisabeth Brandau    |                     |
| Australie          | 8 août 2015      | Lisa Jacobs          |                     |
| Autriche           | 11 janvier 2016  | Nadja Heigl          |                     |
| Belgique           | 10 janvier 2016  | Sanne Cant           | Désattribuée        |
| Canada             | 24 octobre 2015  | Mical Dyck           |                     |
| Croatie            | 24 janvier 2016  | Gloria Musa          |                     |
| Danemark           | 10 janvier 2016  | Caroline Bohé        |                     |
| Espagne            | 10 janvier 2016  | Aida Nuño            |                     |
| Estonie            | 17 octobre 2015  |                      |                     |
| États-Unis         | 10 janvier 2016  | Katherine Compton    | Ellen Noble         |
| Finlande           | 18 octobre 2015  | Susanna Laurila      |                     |
| France             | 10 janvier 2016  | Caroline Mani        | Hélène Clauzel      |
| Grande-Bretagne    | 10 janvier 2016  | Nikki Harris         | Evie Richards       |
| Hongrie            | 10 janvier 2016  | Barbara Benko        |                     |
| Irlande            | 10 janvier 2016  | Beth McCluskey       |                     |
| Italie             | 10 janvier 2016  | Eva Lechner          | Alice Maria Arzuffi |
| Japon              | 6 décembre 2015  | Kiyoka Sakaguchi     |                     |
| Luxembourg         | 10 janvier 2016  | Christine Majerus    |                     |
| Norvège            | 15 novembre 2015 | Elisabeth Sveum      |                     |
| Pays-Bas           | 10 janvier 2016  | Thalita de Jong      | Fleur Nagengast     |
| Pologne            | 10 janvier 2016  | Olga Wasiuk          | Rita Malinkiewicz   |
| Portugal           | 10 janvier 2016  | Isabel Caetano       | Marta Branco        |
| République-tchèque | 9 janvier 2016   | Martina Mikulášková  |                     |
| Slovaquie          | 6 décembre 2015  | Janka Keseg Števková |                     |
| Suède              | 24 octobre 2015  | Jenny Rissveds       |                     |
| Suisse             | 10 janvier 2016  | Sina Frei            |                     |

## Records de victoires

### Par coureuse
| #  | Coureuse            | Équipe              | Vict |
| -- | ------------------- | ------------------- | ---- |
| 1  | Sanne Cant          | Enertherm-BKCP      | 20   |
| 2  | Pavla Havlíková     |                     | 11   |
| 3  | Kateřina Nash       | Luna Pro Team       | 7    |
| 4  | Katherine Compton   | Trek Factory Racing | 6    |
| 4  | Thalita de Jong     | Rabo Liv Women      | 6    |
| 6  | Crystal Anthony     |                     | 5    |
| 6  | Caroline Mani       | Raleigh-Clement     | 5    |
| 6  | Amanda Nauman       |                     | 5    |
| 6  | Jolien Verschueren  |                     | 5    |
| 10 | Alice Maria Arzuffi |                     | 4    |
| 10 | Eva Lechner         |                     | 4    |
| 10 | Cassandra Maximenko |                     | 4    |
| 10 | Chiara Teocchi      |                     | 4    |
| 10 | Emma White          |                     | 4    |

### Par pays
Hors championnats nationaux
| # | Pays            | Vict |
| - | --------------- | ---- |
| 1 | États-Unis      | 33   |
| 2 | Belgique        | 29   |
| 3 | Tchéquie        | 23   |
| 4 | Italie          | 12   |
| 5 | Pays-Bas        | 10   |
| 6 | Grande-Bretagne | 9    |
| 7 | France          | 7    |
| 8 | Allemagne       | 5    |
| 9 | Espagne         | 3    |
| 9 | Suède           | 3    |